# The Beach Boys-diszkográfia
A 'The Beach Boys’ egy 1961-ben alakult amerikai rock együttes, a rockzene egyik legnagyobb hatású együttese. A csapat eleinte a szörf, a lányok és az autók zenei szószólójaként tett szert népszerűségre, ám a fő dalszerző Brian Wilson mind növekvő ambícióinak hatására idővel, jóval innovatívabbá vált zenéjük, és az utánuk következő majdnem összes zenekarra hatással voltak.
Fennállásuk során 28 stúdióalbumot, 5 koncertalbumot, és számos válogatásalbumot jelentettek meg. Az évek során a kiadók számos újabb válogatásalbumot jelentettek meg, így jelentleg az Amazon.com oldalon több mint 300 Beach Boys album közül lehet válogatni.
A albumok 1961-től 1984-ig hanglemezen jelentek meg, az 1985-ös The Beach Boys albumtól CD-n. Az évek során a lemezek formátumokban megjelentették, többek között CD-n, digitális letöltés, Compact Cassette, illetve Minidiscen is.

## Stúdió albumok
| Év   | Album                             | Helyezések | Helyezések | Helyezések | Eladási minősítések | Eladási minősítések |
| Év   | Album                             | US         | UK         | AUS        | US                  | UK                  |
| ---- | --------------------------------- | ---------- | ---------- | ---------- | ------------------- | ------------------- |
| 1962 | Surfin’ Safari                    | 32         | —          | —          | —                   | —                   |
| 1963 | Surfin’ U.S.A.                    | 2          | 17         | —          | Arany               | —                   |
| 1963 | Surfer Girl                       | 7          | 13         | —          | Arany               | —                   |
| 1963 | Little Deuce Coupe                | 4          | —          | —          | Platinum            | —                   |
| 1964 | Shut Down Volume 2                | 13         | —          | —          | Arany               | —                   |
| 1964 | All Summer Long                   | 4          | —          | —          | Arany               | —                   |
| 1964 | The Beach Boys’ Christmas Album   | 6          | —          | —          | Arany               | —                   |
| 1965 | The Beach Boys Today!             | 4          | 6          | —          | Arany               | —                   |
| 1965 | Summer Days (And Summer Nights!!) | 2          | 4          | —          | Arany               | —                   |
| 1965 | Beach Boys’ Party!                | 6          | 3          | —          | —                   | —                   |
| 1966 | Pet Sounds                        | 10         | 2          | —          | Platinum            | —                   |
| 1967 | Smiley Smile                      | 41         | 9          | —          | —                   | —                   |
| 1967 | Wild Honey                        | 24         | 7          | —          | —                   | —                   |
| 1968 | Friends                           | 126        | 13         | —          | —                   | —                   |
| 1969 | 20/20                             | 68         | 3          | —          | —                   | —                   |
| 1970 | Sunflower                         | 151        | 29         | —          | —                   | —                   |
| 1971 | Surf’s Up                         | 29         | 15         | 32         | —                   | —                   |
| 1972 | Carl and the Passions: „So Tough” | 50         | 25         | 42         | —                   | —                   |
| 1973 | Holland                           | 36         | 20         | 37         | —                   | Ezüst               |
| 1976 | 15 Big Ones                       | 8          | 31         | 17         | Arany               | —                   |
| 1977 | Love You                          | 53         | 28         | 90         | —                   | —                   |
| 1978 | M.I.U. Album                      | 151        | —          | 70         | —                   | —                   |
| 1979 | L.A. (Light Album)                | 100        | 32         | 70         | —                   | —                   |
| 1980 | Keepin’ the Summer Alive          | 75         | 54         | 64         | —                   | —                   |
| 1985 | The Beach Boys                    | 52         | 60         | 67         | —                   | —                   |
| 1989 | Still Cruisin’                    | 46         | —          | 24         | Platinum            | —                   |
| 1992 | Summer in Paradise                | —          | —          | 53         | —                   | —                   |
| 1996 | Stars and Stripes Vol. 1          | 101        | —          | —          | —                   | —                   |

## Élő albumok
| Év   | Album                                       | Helyezés | Helyezés | Eladási minősítés | Eladási minősítés |
| Év   | Album                                       | US       | UK       | US                |                   |
| ---- | ------------------------------------------- | -------- | -------- | ----------------- | ----------------- |
| 1964 | Beach Boys Concert                          | 1        | 3        | —                 |                   |
| 1970 | Live in London                              | 75       | —        | —                 |                   |
| 1973 | The Beach Boys in Concert                   | 25       | 29       | Arany             |                   |
| 2002 | Good Timin’: Live at Knebworth England 1980 | —        | —        | —                 |                   |
| 2006 | Songs From Here & Back                      | —        | —        | —                 |                   |

## Válogatás albumok
| Év   | Album                                                                           | Helyezés | Helyezés | Helyezés | Eladási minősítés | Eladási minősítés |
| Év   | Album                                                                           | US       | UK       | AUS      | US                | UK                |
| ---- | ------------------------------------------------------------------------------- | -------- | -------- | -------- | ----------------- | ----------------- |
| 1966 | Best of the Beach Boys                                                          | 8        | 2        | —        | 2x Multi-Platinum | Platinum          |
| 1967 | Best of the Beach Boys Vol. 2                                                   | 50       | 3        | —        | 2x Multi-Platinum | Platinum          |
| 1968 | Best of The Beach Boys Vol. 3                                                   | 153      | 9        | —        | —                 | —                 |
| 1968 | Stack-O-Tracks                                                                  | —        | —        | —        | —                 | —                 |
| 1970 | Greatest Hits                                                                   | —        | 5        | —        | —                 | —                 |
| 1974 | Endless Summer                                                                  | 1        | —        | 23       | 3x Multi-Platinum | —                 |
| 1975 | Spirit of America                                                               | 7        | —        | 79       | Arany             | —                 |
| 1975 | Good Vibrations - Best of The Beach Boys                                        | 25       | —        | —        | —                 | —                 |
| 1976 | 20 Golden Greats                                                                | —        | 1        | 26       | —                 | Platinum          |
| 1981 | Ten Years of Harmony                                                            | 156      | —        | —        | —                 | —                 |
| 1982 | Sunshine Dream                                                                  | 180      | —        | —        | —                 | —                 |
| 1983 | Rarities                                                                        | —        | —        | —        | —                 | —                 |
| 1983 | The Very Best of The Beach Boys                                                 | —        | 1        | 8        | —                 | Platinum          |
| 1986 | Made in U.S.A.                                                                  | 96       | —        | 67       | 2x Multi-Platinum | —                 |
| 1990 | The Complete Beach Boys 50 Greatest Hits (3CDs)Digital Assembly by Ron McMaster | —        |          |          | —                 | —                 |
| 1990 | All-Time Greatest Hits (10 Best Series)                                         | —        | —        | —        | —                 | —                 |
| 1990 | Summer Dreams - 28 Classic Tracks                                               | —        | 2        | 10       | —                 | Platinum          |
| 1991 | Lost & Found (1961–62)                                                          | —        | —        | —        | —                 | —                 |
| 1993 | Good Vibrations: Thirty Years of The Beach Boys                                 | —        | —        | —        | Arany             | —                 |
| 1995 | The Best of The Beach Boys                                                      | —        | 25       | —        | —                 | Ezüst             |
| 1998 | Endless Harmony Soundtrack                                                      | —        | —        | —        | —                 | —                 |
| 1998 | Ultimate Christmas                                                              | —        | —        | —        | —                 | —                 |
| 1999 | The Greatest Hits - Volume 1: 20 Good Vibrations                                | 95       | 28       | —        | 2x Multi-Platinum | —                 |
| 1999 | The Greatest Hits – Volume 2: 20 More Good Vibrations                           | 192      | —        | —        | —                 | —                 |
| 2000 | Greatest Hits Volume Three: Best of the Brother Years 1970–1986                 | —        | —        | —        | —                 | —                 |
| 2001 | Hawthorne, CA: Birthplace of a Musical Legacy                                   | —        | —        | —        | —                 | —                 |
| 2001 | The Very Best of The Beach Boys                                                 | —        | —        | —        | —                 | Platinum          |
| 2002 | Classics Selected by Brian Wilson                                               | 159      | 112      | —        | —                 | —                 |
| 2003 | Sounds of Summer: The Very Best of The Beach Boys                               | 16       | 46       | —        | 2x Multi-Platinum | —                 |
| 2007 | The Warmth of the Sun                                                           | 40       | —        | —        | —                 | —                 |
| 2008 | The Original US Singles Collection The Capitol Years 1962-1965                  | —        | —        | —        | —                 | —                 |
| 2009 | Summer Love Songs                                                               | —        | —        | —        | —                 | —                 |

## Kislemezek
| A Kiadás ideje | Cím                                                                            | Kiadó                 | Legmagasabb pozíció | Legmagasabb pozíció | Legmagasabb pozíció | Legmagasabb pozíció | Legmagasabb pozíció | Legmagasabb pozíció | Eladási minősítés |
| A Kiadás ideje | Cím                                                                            | Kiadó                 | US                  | US AC               | UK                  | AUS                 | Nor                 | SWE                 | Eladási minősítés |
| -------------- | ------------------------------------------------------------------------------ | --------------------- | ------------------- | ------------------- | ------------------- | ------------------- | ------------------- | ------------------- | ----------------- |
| 1961           | "Surfin’"/"Luau"                                                               | X Records             |                     |                     |                     |                     |                     |                     |                   |
| 1961           | "Surfin’"/"Luau"                                                               | Candix Records        | 75                  |                     |                     |                     |                     |                     |                   |
| 1962           | "Surfin’ Safari"/ (A-side)                                                     | Capitol Records       | 14                  |                     |                     | 48                  |                     | 1                   |                   |
| 1962           | "409" (B-side)                                                                 | Capitol Records       | 76                  |                     |                     |                     |                     |                     |                   |
| 1962           | "Ten Little Indians"/"County Fair"                                             | Capitol Records       | 49                  |                     |                     |                     |                     | 8                   |                   |
| 1963           | "Surfin’ U.S.A."/ (A-side)                                                     | Capitol Records       | 3                   |                     | 34                  | 12                  |                     | 8                   |                   |
| 1963           | "Shut Down" (B-side)                                                           | Capitol Records       | 23                  |                     |                     |                     |                     |                     |                   |
| 1963           | "Surfer Girl"/ (A-side)                                                        | Capitol Records       | 7                   |                     |                     | 17                  |                     |                     |                   |
| 1963           | "Little Deuce Coupe" (B-side)                                                  | Capitol Records       | 15                  |                     |                     | 17                  |                     |                     |                   |
| 1963           | "Be True to Your School"/ (A-side)                                             | Capitol Records       | 6                   |                     |                     | 78                  |                     | 16                  |                   |
| 1963           | "In My Room" (B-side)                                                          | Capitol Records       | 23                  |                     |                     | 78                  |                     |                     |                   |
| 1963           | "Little Saint Nick"/"The Lord's Prayer"                                        | Capitol Records       |                     |                     |                     |                     |                     |                     |                   |
| 1964           | "Hawaii"/"The Rocking Surfer"                                                  | Capitol Records       |                     |                     |                     | 9                   |                     |                     |                   |
| 1964           | "Fun, Fun, Fun"/"Why Do Fools Fall in Love"                                    | Capitol Records       | 5                   |                     |                     | 17                  |                     |                     |                   |
| 1964           | "I Get Around"/ (A-side)                                                       | Capitol Records       | 1                   |                     | 7                   | 33                  |                     | 19                  | Arany             |
| 1964           | "Don’t Worry Baby" (B-side)                                                    | Capitol Records       | 24                  |                     |                     | 33                  |                     |                     |                   |
| 1964           | "When I Grow Up (To Be a Man)"/"She Knows Me Too Well"                         | Capitol Records       | 9                   |                     | 27                  | 39                  |                     |                     |                   |
| 1964           | „Four by the Beach Boys” (EP) / „Little Honda”/„Wendy”                         | Capitol Records       | 44                  |                     | 11                  |                     | 8                   | 1                   |                   |
| 1964           | "Dance, Dance, Dance"/ (A-side)                                                | Capitol Records       | 8                   |                     | 24                  | 52                  |                     | 13                  |                   |
| 1964           | "The Warmth of the Sun" (B-side)                                               | Capitol Records       |                     |                     |                     |                     |                     |                     |                   |
| 1964           | "The Man with All the Toys"/"Blue Christmas"                                   | Capitol Records       |                     |                     |                     |                     |                     |                     |                   |
| 1965           | "Do You Wanna Dance?"/ (A-side)                                                | Capitol Records       | 12                  |                     |                     | 95                  |                     | 18                  |                   |
| 1965           | "Please Let Me Wonder" (B-side)                                                | Capitol Records       | 52                  |                     |                     |                     |                     |                     |                   |
| 1965           | "Help Me, Rhonda"/"Kiss Me, Baby"                                              | Capitol Records       | 1                   |                     | 27                  | 16                  |                     | 7                   |                   |
| 1965           | "California Girls"/ (A-side)                                                   | Capitol Records       | 3                   |                     | 26                  | 58                  |                     | 18                  |                   |
| 1965           | "Let Him Run Wild" (B-side)                                                    | Capitol Records       |                     |                     |                     |                     |                     |                     |                   |
| 1965           | "The Little Girl I Once Knew"/"There's No Other (Like My Baby)"                | Capitol Records       | 20                  |                     |                     |                     |                     |                     |                   |
| 1965           | "Barbara Ann"/ (A-side)                                                        | Capitol Records       | 2                   |                     | 3                   | 2                   | 1                   | 2                   |                   |
| 1965           | "Girl Don’t Tell Me" (B-side)                                                  | Capitol Records       |                     |                     |                     |                     |                     |                     |                   |
| 1966           | "Caroline, No"/"Summer Means New Love" (A "Brian Wilson" single)               | Capitol Records       | 32                  |                     |                     |                     |                     |                     |                   |
| 1966           | "Sloop John B"/ (A-side)                                                       | Capitol Records       | 3                   |                     | 2                   | 17                  | 1                   | 4                   |                   |
| 1966           | "You’re So Good to Me" (B-side)                                                | Capitol Records       |                     |                     |                     | 17                  |                     |                     |                   |
| 1966           | "Wouldn’t It Be Nice"/ (A-side)                                                | Capitol Records       | 8                   |                     |                     | 17                  |                     |                     |                   |
| 1966           | "God Only Knows" (B-side)                                                      | Capitol Records       | 39                  |                     | 2                   | 17                  | 6                   |                     |                   |
| 1966           | "Good Vibrations"/"Let’s Go Away For Awhile"                                   | Capitol Records       | 1                   |                     | 1                   | 1                   | 2                   | 3                   | Arany             |
| 1967           | "Then I Kissed Her"/"Mountain of Love"                                         | Capitol Records       |                     |                     | 5                   | 14                  | 10                  | 4                   |                   |
| 1967           | "Heroes and Villains"/"You're Welcome"                                         | Brother Records       | 12                  |                     | 8                   | 13                  |                     | 7                   |                   |
| 1967           | "Gettin’ Hungry"/"Devoted to You" (A "Brian Wilson and Mike Love" single)      | Brother Records       |                     |                     |                     |                     |                     |                     |                   |
| 1967           | "Wild Honey"/"Wind Chimes"                                                     | Capitol Records       | 31                  |                     | 29                  | 25                  |                     |                     |                   |
| 1967           | "Darlin’"/"Here Today"                                                         | Capitol Records       | 19                  |                     | 11                  | 28                  |                     |                     |                   |
| 1968           | "Friends"/"Little Bird"                                                        | Capitol Records       | 47                  |                     | 25                  |                     |                     |                     |                   |
| 1968           | "Do It Again"/"Wake the World"                                                 | Capitol Records       | 20                  |                     | 1                   | 2                   | 5                   | 8                   |                   |
| 1968           | "Bluebirds over the Mountain"/"Never Learn Not to Love"                        | Capitol Records       | 61                  |                     | 33                  | 90                  |                     |                     |                   |
| 1969           | "I Can Hear Music"/"All I Want to Do"                                          | Capitol Records       | 24                  |                     | 10                  | 10                  |                     | 15                  |                   |
| 1969           | "Break Away"/"Celebrate the News"                                              | Capitol Records       | 63                  |                     | 6                   | 83                  |                     |                     |                   |
| 1970           | "Add Some Music to Your Day"/"Susie Cincinnati"                                | Brother Records       | 64                  |                     |                     |                     |                     |                     |                   |
| 1970           | "Cottonfields"/"The Nearest Faraway Place"                                     | Capitol Records       | 103                 |                     | 5                   | 1                   | 1                   | 2                   |                   |
| 1970           | "Slip On Through"/"This Whole World"                                           | Brother Records       |                     |                     |                     |                     |                     |                     |                   |
| 1970           | "Tears in the Morning"/"It's About Time"                                       | Brother Records       |                     |                     |                     |                     |                     |                     |                   |
| 1971           | "Cool, Cool Water"/"Forever"                                                   | Brother Records       |                     |                     |                     |                     |                     |                     |                   |
| 1971           | "Wouldn’t It Be Nice" (live)/"The Times They Are a-Changin'"                   | Ode Records           |                     |                     |                     |                     |                     |                     |                   |
| 1971           | "Long Promised Road"/"Deirdre"                                                 | Brother Records       |                     |                     |                     |                     |                     |                     |                   |
| 1971           | "Long Promised Road"/"'Til I Die"                                              | Brother Records       | 89                  |                     |                     |                     |                     |                     |                   |
| 1971           | "Surf's Up"/"Don’t Go Near the Water"                                          | Brother Records       |                     |                     |                     |                     |                     |                     |                   |
| 1972           | "Student Demonstration Time"/"Don’t Go Near the Water"                         | Stateside Records     |                     |                     |                     | 62                  |                     |                     |                   |
| 1972           | "You Need a Mess of Help to Stand Alone"/"Cuddle Up"                           | Brother Records       |                     |                     |                     |                     |                     |                     |                   |
| 1972           | "Marcella"/"Hold On Dear Brother"                                              | Brother Records       | 110                 |                     |                     |                     |                     |                     |                   |
| 1973           | "Sail On, Sailor"/"Only with You"                                              | Brother Records       | 79                  |                     |                     |                     |                     |                     |                   |
| 1973           | "California Saga: California"/"Funky Pretty"                                   | Brother Records       | 84                  |                     | 37                  |                     |                     |                     |                   |
| 1974           | "Surfin’ U.S.A."                                                               | Capitol Records       | 36                  |                     |                     | 66                  |                     |                     |                   |
| 1974           | "Child of Winter"/"Susie Cincinnati"                                           | Brother Records       |                     |                     |                     |                     |                     |                     |                   |
| 1975           | "Sail On, Sailor"/"Only with You"                                              | Brother Records       | 49                  |                     |                     |                     |                     |                     |                   |
| 1976           | "Rock And Roll Music"/"The TM Song"                                            | Brother Records       | 5                   |                     | 36                  | 35                  |                     |                     |                   |
| 1976           | "It's O.K."/"Had to Phone Ya"                                                  | Brother Records       | 29                  | 33                  |                     |                     |                     |                     |                   |
| 1976           | "Everyone's in Love with You"/"Susie Cincinnati"                               | Brother Records       |                     |                     |                     |                     |                     |                     |                   |
| 1977           | "Honkin’ Down the Highway"/"Solar System"                                      | Brother Records       |                     |                     |                     |                     |                     |                     |                   |
| 1978           | "Peggy Sue"/"Hey, Little Tomboy"                                               | Brother Records       | 59                  | 46                  |                     | 97                  |                     |                     |                   |
| 1979           | "Here Comes the Night"/"Baby Blue"                                             | Caribou Records       | 44                  |                     | 37                  | 90                  |                     |                     |                   |
| 1979           | "Good Timin’"/"Love Surrounds Me"                                              | Caribou Records       | 40                  | 12                  |                     |                     |                     |                     |                   |
| 1979           | "Lady Lynda"/"Full Sail"                                                       | Caribou Records       |                     | 39                  | 7                   | 54                  |                     |                     |                   |
| 1979           | "It's a Beautiful Day"/"Sumahama"                                              | Caribou Records       |                     |                     | 45                  |                     |                     |                     |                   |
| 1980           | "Goin’ On"/"Endless Harmony"                                                   | Caribou Records       | 83                  |                     |                     |                     |                     |                     |                   |
| 1980           | "Livin’ with a Heartache"/"Santa Ana Winds"                                    | Caribou Records       |                     |                     |                     |                     |                     |                     |                   |
| 1981           | "The Beach Boys Medley"                                                        | Caribou Records       | 12                  | 20                  |                     | 16                  |                     |                     |                   |
| 1981           | "Come Go with Me"/"Don’t Go Near the Water"                                    | Caribou Records       | 18                  | 11                  |                     |                     |                     |                     |                   |
| 1984           | "East Meets West" (with The 4 Seasons)                                         | FBI Records           |                     |                     |                     |                     |                     |                     |                   |
| 1985           | "Getcha Back"/"Male Ego"                                                       | Caribou Records       | 26                  | 2                   |                     | 81                  |                     |                     |                   |
| 1985           | "It's Gettin’ Late"/"It’s O.K."                                                | Caribou Records       | 82                  | 20                  |                     |                     |                     |                     |                   |
| 1985           | "She Believes in Love Again"/"It's Just a Matter of Time"                      | Caribou Records       |                     | 26                  |                     |                     |                     |                     |                   |
| 1986           | "Rock 'n' Roll to the Rescue"/"Good Vibrations" (Live in London)               | Capitol Records       | 68                  |                     |                     | 79                  |                     |                     |                   |
| 1986           | "California Dreamin'"/"Lady Liberty"                                           | Capitol Records       | 57                  | 8                   |                     |                     |                     |                     |                   |
| 1987           | "Wipe Out" (with The Fat Boys)                                                 | Tin Pan Apple Records | 12                  |                     | 2                   |                     |                     |                     |                   |
| 1987           | "Happy Endings" (with Little Richard) /"California Girls"                      | Critique Records      |                     |                     |                     |                     |                     |                     |                   |
| 1988           | "Kokomo"/"Tutti Frutti" (with Little Richard)                                  | Elektra Records       | 1                   | 5                   | 25                  | 1                   |                     |                     | Platinum          |
| 1988           | "Don’t Worry Baby" (with The Everly Brothers)                                  | Capitol Records       |                     |                     |                     |                     |                     |                     |                   |
| 1989           | "Still Cruisin’"/"Kokomo"                                                      | Capitol Records       | 93                  | 9                   |                     | 33                  |                     |                     |                   |
| 1990           | "Somewhere Near Japan"/"Kokomo"                                                | Capitol Records       |                     |                     |                     |                     |                     |                     |                   |
| 1990           | "Wouldn’t It Be Nice"/"The Beach Boys Medley"                                  | Capitol Records       |                     |                     |                     | 58                  |                     |                     |                   |
| 1990           | "Problem Child" (filmzene Problem Child) /"Tutti Frutti" (with Little Richard) | RCA Records           |                     | 38                  |                     |                     |                     |                     |                   |
| 1992           | "Hot Fun in the Summertime"/"Summer of Love"                                   | Brother Records       |                     | 17                  |                     |                     |                     |                     |                   |
| 1992           | "Forever" (with John Stamos)                                                   | Brother Records       |                     |                     |                     | 97                  |                     |                     |                   |
| 1996           | "I Can Hear Music" (w/Kathy Troccoli)                                          | River North Records   |                     | 16                  |                     |                     |                     |                     |                   |